# ندبة ساركويد
ندبة ساركويد (Scar sarcoid) (تعرف أيضاً باسم "ساركويد في الندوب") وهي حالة جلدية تتميز بارتشاح وارتفاع من الوشم والندبة القديمة المسطحة بسبب الـ ساركويد 